# RTT-schandaal
Het RTT-schandaal was een corruptieschandaal uit 1973 rond de toenmalige Belgische telefoonmaatschappij RTT (Regie voor Telegraaf en Telefoon) en haar toenmalig directeur Germain Baudrin. De zaak bleek gelinkt aan de Belgische Socialistische Partij en bracht samen met de Ibramco-affaire zowel de partij als de Belgische regering in een kwaad daglicht.

## Het schandaal

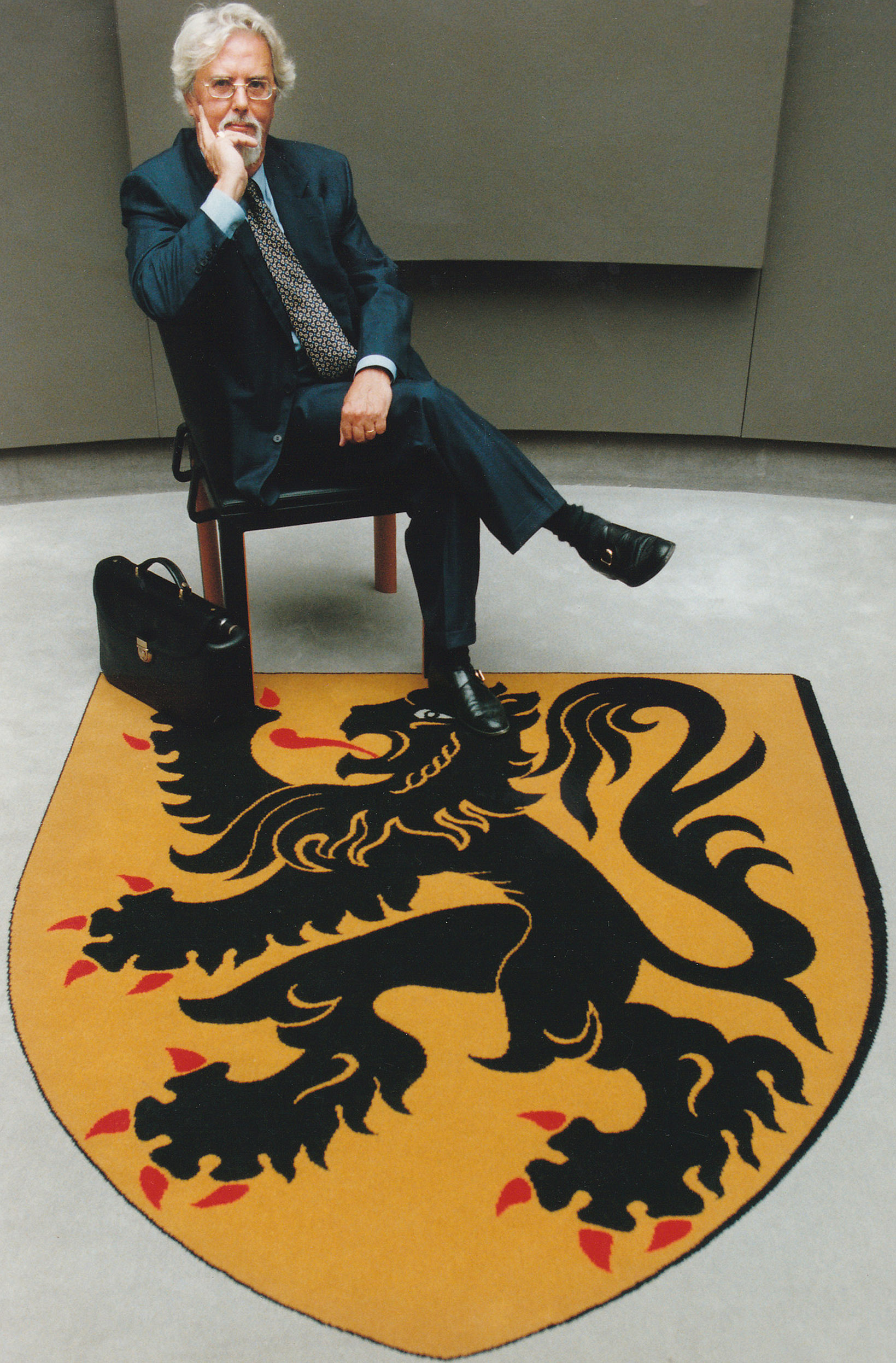
Hugo De Ridder, een van de journalisten die de zaak naar buiten bracht.

Het RTT-schandaal kwam in 1973 aan het licht. Humo-journalist Guido Van Meir was via een oud-collega-student, Leo Van Beirs, over de zaak geïnformeerd. Van Beirs was architect bij de gebouwendienst van de RTT en bracht Van Meir in contact met Paul Demaegt, hoofdingenieur bij datzelfde bedrijf. Demaegt vertelde onder meer dat RTT-gebouwen niet meer openbaar werden aanbesteed, maar toegekend werden aan een veel duurdere bouwonderneming I.I.I. (N.V. Société d'Implantation et d'Investissements Immobiles). Als wederdienst stortte men vervolgens geld in het verkiezingsfonds van de Belgische Socialistische Partij.
Demaegt beweerde ook dat Germain Baudrin, sinds juni 1970 administrateur-generaal van de RTT, persoonlijke belangen had om het bedrijf Equimo te belasten met de bouw en inrichting van de RTT-kantoren. Baudrin was aandeelhouder bij Equimo, evenals de vrouw en de zoon van staatssecretaris Abel Dubois. Demaegt beschuldigde Baudrin van machtsmisbruik, corruptie en geldverspilling, maar werd prompt door Baudrin ontslagen. 
Van Meir publiceerde in Humo een dossierreeks, "Het politiek bedrijf", rond beruchte schandalen uit de Belgische geschiedenis. Als afsluiter had de journalist het kersverse RTT-schandaal voorzien. Op 18 mei 1973 publiceerde De Standaard een interview met Demaegt, afgenomen door journalist Hugo de Ridder, een maand nadat deze krant ook de Ibramco-affaire aan het licht had gebracht.
De onthulling was niet zonder risico's. De Ridder kreeg naar eigen zeggen af te rekenen met dreigtelefoontjes en de redactie van De Standaard maakte zich zorgen omdat via de affaire ook Bell Telephone in opspraak kwam, een van de grote adverteerders van de krant. Toch kon Baudrin niet vermijden dat de zaak verder uitlekte. Demaegt gaf interviews aan diverse bladen en magazines, waaronder Humo. Op 21 mei 1973 belastte premier Edmond Leburton het Hoog Comité van Toezicht de zaak te onderzoeken. Baudrin ging op 28 mei met verlof, officieel om het onderzoek niet te storen, maar De Standaard had hem eerder al beschuldigd van het verduisteren van bezwarend bewijsmateriaal. Op 30 mei 1973 volgde er in Kamer en Senaat een interpellatie over de RTT-affaire.

## Politieke gevolgen
Abel Dubois nam op 4 juni 1973 ontslag als staatssecretaris. Op 31 juli werd Baudrin officieel in beschuldiging gesteld en samen met twee Equimo-beheerders wegens valsheid in geschrifte en misbruik van zijn ambt gearresteerd. Uit later onderzoek bleek bovendien dat Baudrin kantoormachines had geleverd aan Frank Pepermans, hoofd van Bell Telephone, in ruil voor steekpenningen. Veel mensen die betrokken waren bij dit schandaal waren ook lid van de Belgische Socialistische Partij, die eerder dat jaar al door de Ibramco-affaire in een slecht daglicht was komen te staan. Ook minister van Verkeer Edward Anseele jr. werd genoemd in de affaire als ex-PTT-minister en politiek verantwoordelijke. Op 23 oktober 1973 nam hij onder druk van de CVP en oppositie ontslag "om gezondheidsredenen". 
Demaegts schorsing was ondertussen al opgeheven. Hij bezorgde op 14 november zijn geheim rapport aan het Hoog Comité van Toezicht en aan premier Leburton. Dit rapport werd later in De Standaard als een samenvatting gepubliceerd en kwam op 14 januari 1974 in de boekhandel.

## Rechtszaken
Op 18 juni 1975 werd Baudrin door de correctionele rechtbank in Brussel tot 4 jaar celstraf veroordeeld en een boete van 33 miljoen frank. Pepermans werd veroordeeld tot een voorwaardelijke straf wegens actieve corruptie. Hij verbood tijdens zijn proces dat zijn advocaten een lijst voorlazen met politici die om zijn gunsten gebedeld hadden. Op 27 juli 1975 werd Pepermans wegens omkoping tot 6 maanden cel veroordeeld met uitstel en een boete van 15.000 Belgische frank. Op 16 december 1976 overleed hij in zijn hotelkamer te New York onder verdachte omstandigheden. De doodsoorzaak werd uiteindelijk als zelfmoord omschreven.